# Шеховцов Володимир Вікторович
Володимир Вікторович Шеховцов (нар. 3 грудня 1963) — радянський та український футболіст, що виступав на позиції воротаря, і український футбольний тренер.

## Кар’єра гравця
Як гравець виступав за українські футбольні клуби «Маяк» (Харків), «Металург» (Куп'янськ), «Оскіл» (Куп'янськ), «Зірка» (Сміла). У 1996—1997 роках грав у Вищій лізі Чемпіонату Казахстану за команду «Цілинник» (Акмола), яка 1997 року змінила назву на «Астана».

## Тренерська кар’єра
Тренерську кар’єру розпочав у куп'янському «Осколі», де виступав у ролі граючого тренера та головного тренера команди.
У 2004—2012 роках працював у харківському «Геліосі» на посадах тренера, головного тренера та тренера воротарів. 
Був на посаді головного тренера харків'ян у періоди з липня до 27 вересня 2005 року, а також з 18 квітня 2011 року до 10 листопада 2012 року. Крім того, був виконувачем обов'язків головного тренера команди у періоди з 27 вересня до грудня 2007 року, з 14 до 26 квітня 2009 року та з 13 до 28 вересня 2010 року.
За даними офіційного сайту «Геліоса», Володимир Шеховцов як головний тренер команди провів у 2005, 2007 та 2011—2012 роках 88 матчів. Це другий показник серед усіх наставників команди. Під керівництвом Шеховцова «червоно-чорні» одержали 30 перемог, 29 зустрічей звели внічию та 29 ігор програли.
У грудні 2015 Шеховцов повернувся до роботи тренера воротарів «Геліоса» і працював на цій посаді до лютого 2017 року.